# فيك بيسلي
فيك بيسلي (بالإنجليزية: Vic Beasley)‏ هو لاعب كرة قدم أمريكية أمريكي، ولد في 8 يوليو 1992 في أدايرسفيل في الولايات المتحدة.

## وصلات خارجية
- فيك بيسلي على موقع مرجع كرة القدم المحترفة.كوم (الإنجليزية)